# Trzemeszno (jezioro)
Trzemeszno (kaszb. Jezoro Trzemeszno) – przepływowe jezioro rynnowe w Polsce, położone w województwie pomorskim, w powiecie chojnickim, w gminie Brusy, w mezoregionie Bory Tucholskie, w kompleksie leśnym Borów Tucholskich.  

## Charakterystyka
Jezioro znajduje się w "Chojnicko-Tucholskim Obszarze Chronionego Krajobrazu". Akwen jest połączony wąską strugą z jeziorem Kosobudno i z systemem wodnym dorzecza Brdy. Charakteryzuje się niskimi brzegami porośniętymi lasem sosnowym.

## Dane morfometryczne
Powierzchnia całkowita: 184,2 ha, maksymalna głębokość: 4,8 m. Wysokość: 121 m n.p.m.